# Kiri
Kirí ali izvorno curie (oznaka Ci) je nekdanja enota za aktivnost radioaktivnega izvira. 1 kiri je enak aktivnosti enega grama izotopa Ra-226 oziroma 3,7×1010 razpadov na sekundo. Osnovna enota aktivnosti je bekerel (oznaka Bq), ki pomeni razpad enega jedra na sekundo.  